# The Countryman and the Cinematograph
The Countryman and the Cinematograph, známý také pod názvem The Countryman's First Sight of the Animated Pictures, je britský němý film z roku 1901. Režisérem je Robert W. Paul (1869–1943). Film se nedochoval celý, zbyl jen jedenáctisekundový fragment.

## Děj
Film zachycuje prostého venkovana, který poprvé vidí film. Venkovan spatří na filmovém plátně dívku a zatancuje si s ní. Potom zpozoruje přijíždějící parní vlak, před kterým uteče pryč. Když se vrátí, uvidí sám sebe, jak se dvoří jedné ženě, a dá najevo, že ten muž je on.